# Flatschach
Flatschach är en ort i kommunen Spielberg i distriktet Murtal i förbundslandet Steiermark i Österrike. Flatschach var tidigare en självständig kommun, men blev den 1 januari 2015 en del av kommunen Spielberg.